# Religiosam vitam
Religiosam vitam je papeška bula, ki jo je napisal papež Honorij III. leta 1216.
S to bulo je papež potrdil ustanovitev red bratov pridigarjev, bolje znanih kot dominikanci.